# ستيفن بارلو (سياسي)
ستيفن بارلو هو محامي وقاضي وسياسي أمريكي، ولد في 13 يونيو 1779 في Redding, Connecticut ‏ في الولايات المتحدة، وتوفي في 24 أغسطس 1845. نشط حزبياً في ديمقراطية جاكسونية والحزب الديمقراطي. وقد انتخب عضو مجلس نواب بنسيلفانيا ‏ وانتخب عضو مجلس النواب الأمريكي ‏.